# Kostel svatého Petra (Chartres)
Kostel sv. Petra v Chartres (francouzsky Église Saint-Pierre) je po místní katedrále nejdůležitějším kostelem města Chartres, od roku 1803 je farním kostelem a roku 1840 byl zařazen mezi francouzské národní památky.
Kostel patřil ke klášteru sv. Petra a společně s ním odolával normanským nájezdům, požárům a přestavbám. Klášter, který je datován do 7. století, zanikl po francouzské revoluci a kostel je v současnosti směsicí slohů, v nichž převažuje gotika. Na rozdíl od katedrály, je interiér sv. Petra prosvětlenější a dochované vitráže pocházejí z 13. a 14. století.